# Gliseta
Gliseta je krivulja, ki jo sestavlja geometrijsko mesto točk nastalih pri tem, ko dana  krivulja s stalno obliko ter dolžino in s sredinsko točko {\displaystyle S\,} drsi s svojima koncema vzdolž drugih dveh stalnih krivulj. Pri tem pa seveda gibajoča se krivulja nikoli ne doživlja nikakršnega vrtenja. Geometrijsko mesto točk, ki jih zavzame točka {\displaystyle S\,}, se imenuje gliseta. Seveda je možno tudi drsenje vzdolž večjega števila krivulj. 
Izraz izhaja iz francoske besede glisser, kar pomeni drseti.

## Zgled
Geometrijsko mesto srednje točke daljice s stalno dolžino katere skrajne točke drsijo po dveh dveh pravokotnih premicah (primer koordinatne osi) je krožnica. 